# Jüdischer Friedhof (Nickenich)

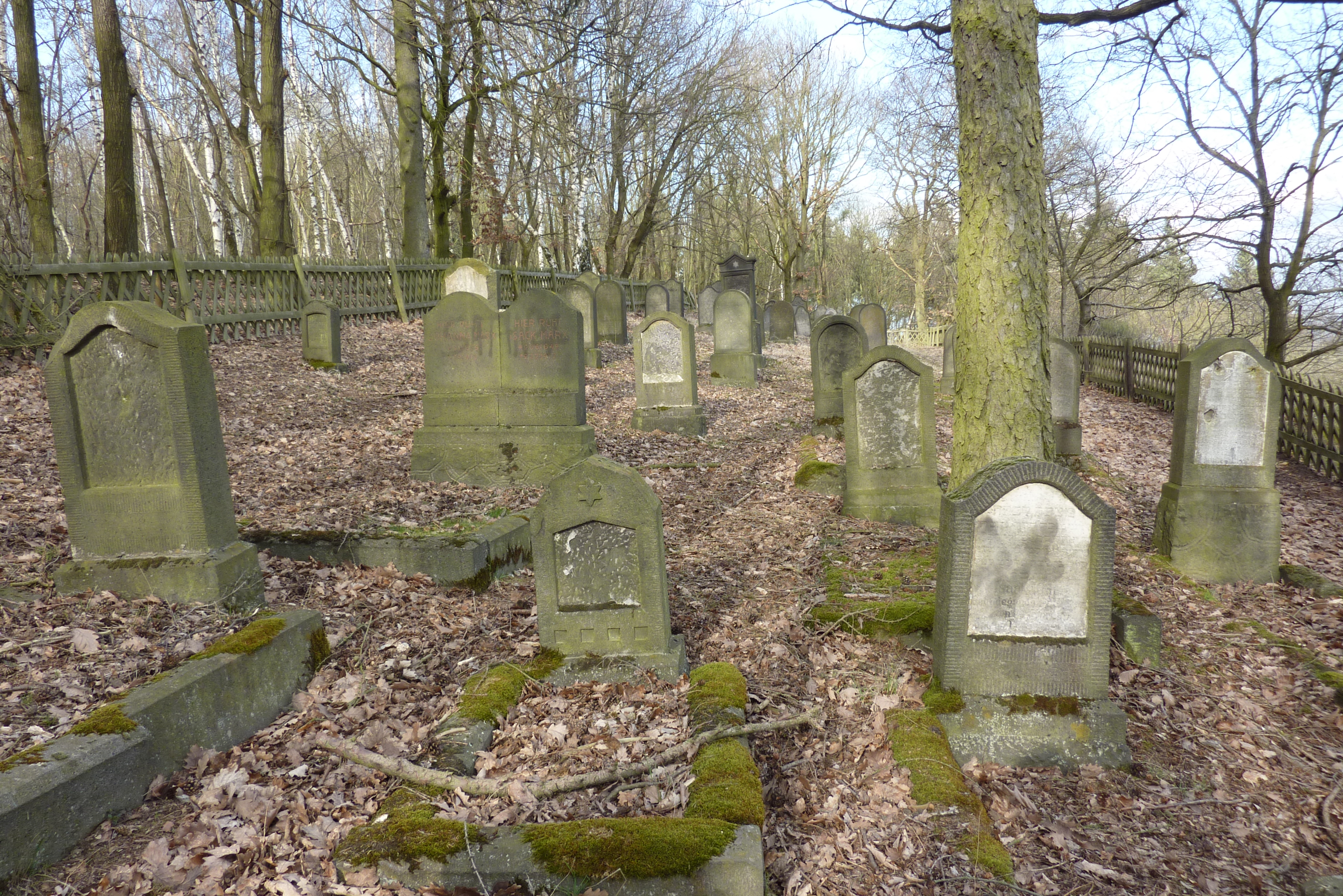
Jüdischer Friedhof Nickenich

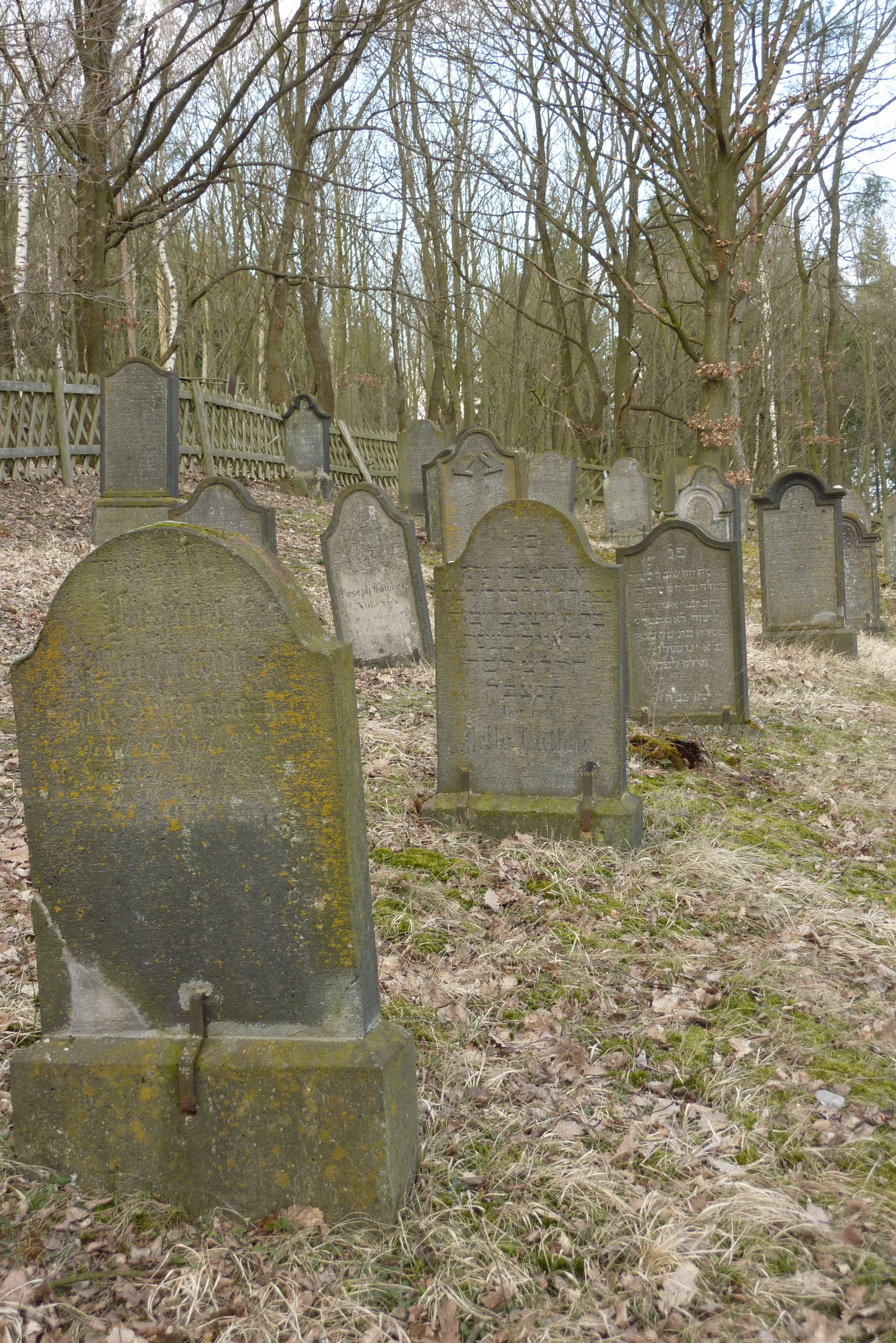
Jüdischer Friedhof Nickenich

Der Jüdische Friedhof Nickenich in Nickenich, einer Ortsgemeinde im Landkreis Mayen-Koblenz in Rheinland-Pfalz, ist ein geschütztes Kulturdenkmal. Er befindet sich nördlich der Bundesautobahn 61 am Rande eines Waldgebiets.

## Geschichte
Der jüdische Friedhof in Nickenich wurde Mitte des 19. Jahrhunderts angelegt. Er diente den Juden in Kruft und Nickenich als Begräbnisstätte. Heute sind noch 61 Grabsteine vorhanden. Die erste Bestattung fand vermutlich um 1800 und die letzte 1926 statt.